# Rhodesiella sanctijohani
Rhodesiella sanctijohani är en tvåvingeart som beskrevs av Cherian 1973. Rhodesiella sanctijohani ingår i släktet Rhodesiella och familjen fritflugor. Inga underarter finns listade i Catalogue of Life.